# Wapen van Ezinge

Het wapen van Ezinge

Het wapen van Ezinge werd op 7 november 1902 per Koninklijk Besluit door de Hoge Raad van Adel aan de Groninger gemeente Ezinge toegekend. Vanaf 1990 is het wapen niet langer als gemeentewapen in gebruik omdat de gemeente Ezinge opging in de gemeente Winsum. 

## Blazoenering
De blazoenering van het wapen luidt als volgt:
Gedeeld; I in zilver een terras van sinopel, waarop eene kerk, bestaande uit een schip zonder kruisarmen, met drie boogvensters, en een vierkanten toren met zadeldak, en eene deur en twee vensters, alles van keel; II in goud twee boven elkander geplaatste achtpuntige sterren van sabel (Allersma). Het schild gedekt door eene kroon van 3 fleurons en 2 paarlen.

## Verklaring
In het wapen is een afbeelding van de plaatselijke kerk opgenomen en de sterren zijn afkomstig van het wapen van de familie Allersma. Deze familie oefende veel invloed uit in de gemeente en bewoonde de Allersmaborg ten noordoosten van Ezinge.
Adorp
· Aduard
· Appingedam
· Baflo
· Bedum
· Beerta
· Bellingwedde
· Bellingwolde
· Bierum
· De Marne
· Delfzijl 
· Eemsmond
· Eenrum
· Ezinge
· Finsterwolde
· Grijpskerk
· Grootegast
· Haren
· Hefshuizen
· Hoogezand
· Hoogezand-Sappemeer
· Hoogkerk
· Kantens
· Kloosterburen
· Leek
· Leens
· Loppersum
· Marum
· Meeden
· Menterwolde
· Middelstum
· Midwolda
· Muntendam
· Nieuweschans
· Nieuwe Pekela
· Nieuwolda
· Noordbroek
· Noorddijk
· Oldehove
· Oldekerk
· Onstwedde
· Oosterbroek
· Oude Pekela
· Reiderland
· Sappemeer
· Scheemda
· Slochteren
· Stedum
· Ten Boer
· Termunten
· Uithuizen
· Uithuizermeeden
· Ulrum
· Usquert
· Vlagtwedde
· Warffum
· Wedde
· Wildervank
· Winschoten
· Winsum
· 't Zandt
· Zuidbroek
· Zuidhorn